# Чалкино
Чалкино — деревня в Целинном муниципальном округе Курганской области России.

## География
Деревня находится на юго-западе Курганской области, в пределах юго-западной части Западно-Сибирской равнины, в лесостепной зоне, на правом берегу реки Чёрной, на расстоянии примерно 22 километров (по прямой) к юго-западу от села Целинного, административного центра округа. Абсолютная высота — 133 метра над уровнем моря.

### Климат
Климат характеризуется как резко континентальный, с холодной продолжительной малоснежной зимой и жарким сухим летом. Средняя продолжительность безморозного периода составляет 113 дней. Среднегодовое количество атмосферных осадков — 397мм.

## История
До 1917 года входила в состав Усть-Уйской волости Челябинского уезда Оренбургской губернии. По данным на 1926 года состояла из 66 хозяйств. В административном отношении входила в состав Рачеевского сельсовета Усть-Уйского района Челябинского округа Уральской области.

## Население
| 1989 | 2002 | 2010 |
| ---- | ---- | ---- |
| 207  | ↗218 | ↘114 |

По данным переписи 1926 года в деревне проживало 338 человек (165 мужчин и 173 женщины), в том числе: украинцы составляли 88 % населения, русские - 12 %.

### Гендерный состав
По данным Всероссийской переписи населения 2010 года в гендерной структуре населения мужчины составляли 48,2 %, женщины — соответственно 51,8 %.

### Национальный состав
Согласно результатам Всероссийской переписи населения 2002 года, в национальной структуре населения русские составляли 89 %.